# Vilassar de Dalt
Vilassar de Dalt är en kommun i Spanien.   Den ligger i provinsen Província de Barcelona och regionen Katalonien, i den östra delen av landet, 500 km öster om huvudstaden Madrid. Antalet invånare är 8 865. Arean är 8,9 kvadratkilometer. Vilassar de Dalt gränsar till Vilassar de Mar, Premià de Dalt, Vallromanes, Vilanova del Vallès, Òrrius och Cabrils. 
Terrängen i Vilassar de Dalt är huvudsakligen kuperad, men åt sydost är den platt.